# فیوم
فَیّوم یکی از شهرهای کشور مصر و مرکز استان فیوم است. در سال ۲۰۰۶ جمعیت این شهر ۳۱۶٬۷۷۲ نفر بود
فیوم در بیابان قرار گرفته و یک واحه بشمار می‌رود. شهر فیوم به دو محله اصلی بخش شده که کانالی به نام بحر یوسف آن دو را از هم جدا می‌کند.
شهر جدید فیوم در ۱۲ کیلومتری جنوب شرقی شهر فیوم و در بیابان نقلون قرار گرفته‌است.
نام فیوم از زبان قبطی گرفته شده و به معنی دریاچه است.

## محله‌های شهر فیوم
- قحافه
- حادقه
- کیمان فارس
- صوفی
- الحواتم
- صیفیه

## بزرگان فیوم
- نجلاء فتحی
- یوسف وهبی
- یوسف والی وزیر کشاورزی مصر
- عبدالمنعم ریاض
- زکریا احمد نوازنده
- محمد دسوقی قهرمان تاریخی شمال آفریقا